# 佐世保市敬老特別乗車証
佐世保市敬老特別乗車証（させぼしけいろうとくべつじょうしゃしょう）は、長崎県佐世保市が市内在住の高齢者に対して発行している福祉乗車証。通称は（佐世保市）敬老パス。
2008年（平成20年）12月より、紙の乗車証から長崎スマートカードと同等のIC乗車カードに変更され、2020年（令和2年）6月28日よりベースとなるIC乗車カードがnagasaki nimoca（ナガサキ ニモカ）へ移行された。

## 発行対象
- 市内に住所を有する（住民登録または外国人登録をしている）75歳以上の高齢者。ただし、自ら公共交通機関を利用して外出することが不可能な状態にある者と、心身障害者(児)福祉特別乗車証の対象に該当する者を除く。

## 発行箇所
- 佐世保市内にある西肥自動車（西肥バス）の指定窓口。
  - 初回交付時には佐世保市役所健康づくり課（佐世保市中央保健福祉センター5階）か最寄りの支所・行政センターに発行を希望する本人が印鑑と身分を証明する書類（保険証等）を持参して申請手続きを行い、上記の窓口で敬老特別乗車証と交換可能な引換券を受け取る必要がある。支所・行政センターで申請した場合は後日送付。
  - 引換券と敬老パスの交換については、代理人でも可能。

## 有効期間
- カードを発行した日から1年間。更新は有効期限の1カ月前から可能となり、手続きは上記の窓口で行う。

## 使用可能な路線・区間等
- 西肥バスの佐世保市内の一般路線とさせぼバス全線（定期観光バス・高速バスは除く）
  - 乗降するバス停がいずれも佐世保市内のバス停であれば、途中で市外を通過する路線であっても無料で乗降可能である。ただし、佐々バスセンターおよび佐世保市市域外だが市域に隣接している水浦バス停（佐々町）についても例外として無料で乗降可能となっている。

## nagasaki nimocaへの移行に伴う変更点
前述したように、2020年6月28日以降に新規発行、再発行、更新の手続きが行われた場合、敬老特別乗車証のベースとなるIC乗車カードがnagasaki nimocaへ移行された。
長崎スマートカードからnagasaki nimocaへの移行に伴う変更点は以下の通り。
- カード発行の際には、預り金（デポジット）として500円が必要となる。この預り金は、バスに乗車できなくなったり、佐世保市外への転出により不要となった場合や、所有者が亡くなられた場合に返還すると返金される。なお、返還場所は矢峰と黒髪の各営業所を除く西肥バスの指定窓口に変更されているので注意が必要である。
- 紛失や破損などで再発行する場合は、預り金に加えて再発行手数料（520円）が必要となる。また、市役所の窓口で再発行の手続きを行った後、引換券を西肥バスの窓口へ提出し、翌々日以降に西肥バスの窓口でカードを受け取りに行く必要がある。ただし、矢峰営業所と黒髪営業所（いずれも旧佐世保市交通局から継承した営業所）では再発行の手続きが不可となるので注意が必要となる。
- 有効期限が"次回の誕生月末"から"カード発行日から1年後"に変更され、更新期間も"誕生月"から"有効期限の1カ月前"に変更された。

なお、nagasaki nimocaへの移行後も長崎スマートカードベースの敬老特別乗車証は有効期限まで引き続き使用可能であったため、長崎スマートカード自体の利用終了（2020年9月30日）後も西肥バス・させぼバスに設置の長崎スマートカード用カードリーダーは敬老特別乗車証（及び福祉特別乗車証）用に併存する形で残されていたが、2021年6月30日をもって長崎スマートカードベースの敬老特別乗車証の最終の使用期限を過ぎたことで、敬老特別乗車証はnagasaki nimocaベースへ完全移行された。これにより、西肥バスとさせぼバスでの長崎スマートカードのサービスが全て終了となり、同年7月1日以降、長崎スマートカード用のカードリーダーが順次撤去された。

## その他
本乗車証が利用できるバス路線が区域内にない地域の在住者については下記の制度がある。
- 黒島・高島の在住者については、本乗車証と併せて敬老交通交付金が交付される。離島であるため、本土の相浦港までのフェリー運賃を一定額補助する形となる（相浦港からは西肥バス・させぼバスの路線がある）。
- 宇久地区の在住者については、本乗車証と併せて島内を運行する宇久観光バスで1回につき100円で利用可能な宇久敬老特別乗車証が交付される。宇久敬老特別乗車証の有効期間は交付時または6月1日から翌年の5月31日までとなっており、更新は毎年5月に行われる（紙式乗車証当時の敬老特別乗車証と同じ扱い）。なお、希望により、本乗車証の交付を受けない代わりに宇久観光バスを無料で乗車可能な宇久敬老特別乗車証を交付することも可能である。
- 宇久地区のうち、属島である寺島の在住者については、本乗車証ならびに宇久敬老特別乗車証と併せて寺島と宇久島の神浦港を結ぶ佐世保市営交通船で利用できる宇久敬老特別乗船証が交付される。
- 柚木地域のうち、西肥バスが撤退し廃止代替バスのほたるバス（アタゴ商事運行）が運行されている地域の在住者についてはほたるバス回数券が一定額交付される。